# Ла Ентрада
Ла Ентрада (на испански: La Entrada) е град в департамент Копан, Хондурас. Населението на града през 2010 година е 17 842 души.